# نهم الإعلام
نهم الإعلام هو عبارة عن تغطية إعلامية مكثفة لقصة تحظى باهتمام بالغ لدى الجمهور.
وكانت محاكمة أو جيه سيمبسون في الولايات المتحدة مثالاً بارزًا على ذلك.
وترسم الاستعارة تناظرًا مع حالة النهم لمجموعة من الحيوانات وقد تم الترويج لذلك من خلال كتاب لاري ساباتو النهم: هجوم الصحافة والسياسة الأمريكية (Feeding Frenzy: Attack Journalism and American Politics).
زعم ساكو أن وسائل الإعلام تحاول أن تنظم تقاريرها بقدر الإمكان حول موضوعات تساعدها على زيادة الاستهلاك على مدى عدة تقارير، وهو العمل الذي يتطلب تثقيف الصحفي للحد الذي يتمكن فيه من مناقشة الموضوع بذكاء. وأصبحت هذه الموضوعات «نهمًا».
وبطبيعة الحال فإن أي مؤسسة إعلامية تجارية سوف تفقد الدعاية إذا كان لديها نهم إعلامي يؤثر على الأعمال التجارية للمعلن: فالمعلنون لا يرغبون في تحقيق فائدة لمن يسيء إليهم ويعرف عنهم تعديلهم للمكان الذي ينفقون فيه الميزانية الدعائية الخاصة بهم. وتنشر وسائل الإعلام التجارية معلومات سلبية عن المعلنين فقط إلى الحد المسموح به للحفاظ على المستهلكين.
إن اسهامات بوتر وكابيلر (1998) تؤكد على أن زيادة عدد حالات الفرار من السجن في الولايات المتحدة منذ عام 1980 لا ترتبط مع التغيرات في الجريمة الفعلية ولكنها تتطابق تمامًا مع اتجاهات دمج وسائل الإعلام وتخفيض الميزانية الخاصة بالصحافة الاستقصائية.